# Joseph Mahmoud
Joseph Mahmoud (* 13. Dezember 1955 in Safi) ist ein ehemaliger französischer Leichtathlet marokkanischer Herkunft, der hauptsächlich im Hindernislauf antrat.
Er wurde von 1980 bis 1985 sechsmal in Folge französischer Meister im 3000-Meter-Hindernislauf, zwei weitere Titel folgten 1989 und 1992. Bei den Leichtathletik-Weltmeisterschaften 1983 in Helsinki belegte er den vierten Platz im Hindernislauf. Im folgenden Monat feierte er den Titelgewinn bei den Mittelmeerspielen in Casablanca.
Den bedeutendsten Erfolg seiner Karriere erzielte Mahmoud bei den Olympischen Spielen 1984 in Los Angeles. Im Hindernislauf gewann er in 8:13,31 min die Silbermedaille hinter dem Kenianer Julius Korir (8:11,80 min) und vor dem US-Amerikaner Brian Diemer (8:14,06 min). Zwei Wochen später stellte Mahmoud beim Memorial Van Damme in Brüssel mit 8:07,62 min eine Weltjahresbestleistung auf. Diese Zeit hatte knapp achtzehn Jahre als Europarekord Bestand, bevor sie im Juli 2002 vom Niederländer Simon Vroemen unterboten wurde.
Bei den Leichtathletik-Hallenweltspielen 1985 in Paris belegte Mahmoud den achten Platz im 3000-Meter-Lauf und bei den Leichtathletik-Europameisterschaften 1986 in Stuttgart den sechsten Platz im Hindernislauf. 1989 gewann er bei den Spielen der Frankophonie die Bronzemedaille im Hindernislauf. Nach den Olympischen Spielen 1992 in Barcelona, bei denen er im Hindernislauf den Finaleinzug verpasste, beendete er seine aktive Laufbahn. Danach trainierte er unter anderem den Marathonläufer Benoît Zwierzchiewski.
Joseph Mahmoud ist 1,74 m groß und hatte ein Wettkampfgewicht von 65 kg. 